# Protium alvarezianum
Protium alvarezianum är en tvåhjärtbladig växtart som beskrevs av Daly & P.Fine. Protium alvarezianum ingår i släktet Protium och familjen Burseraceae. Inga underarter finns listade i Catalogue of Life.